# 巴勒斯坦服裝

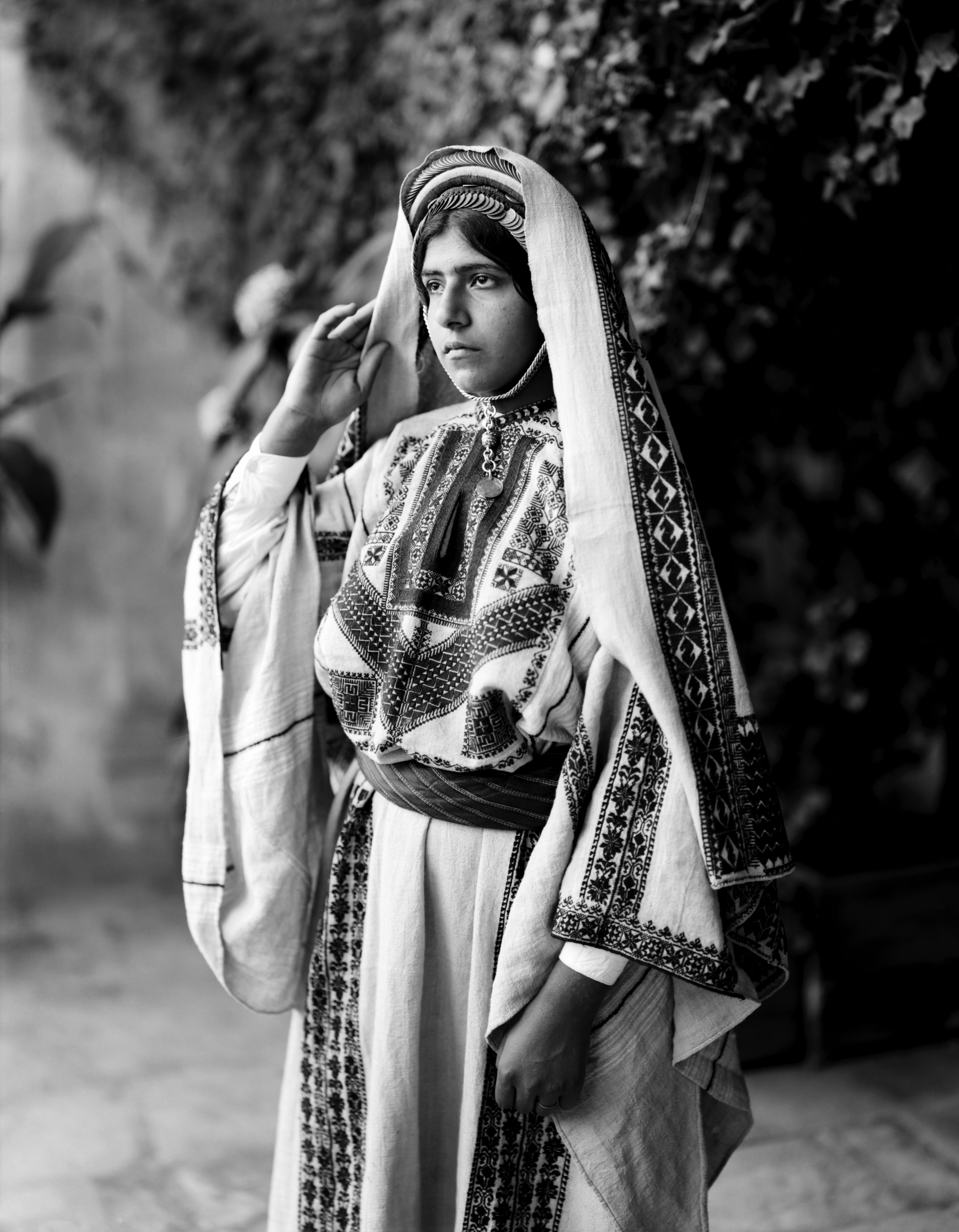
巴勒斯坦服裝

巴勒斯坦服裝是傳統巴勒斯坦人穿的的服裝。19世紀末和20世紀初外國遊客在巴勒斯坦往往驚艷於豐富多彩的服飾穿戴，尤其是農村婦女。許多手工製作的成衣繡和豐富的創造和維持這些項目中發揮了重要作用的生命，該地區的婦女。
大多數專家認為巴勒斯坦服裝源遠流長，但是沒有比較明確答案。其影響可能來自於統治巴勒斯坦的各大帝國，如古埃及，古羅馬和拜占庭帝國。